# Frida, nature vivante
Pour les articles homonymes, voir Frida.
Pour plus de détails, voir Fiche technique et Distribution.
Frida, nature vivante (titre original : Frida, naturaleza viva) est un film mexicain, réalisé en 1983, par Paul Leduc, et sorti en 1986.
En juillet 1994, le film est inclus dans la liste établie par la revue Somos des 100 meilleurs films mexicains de tous les temps.

## Synopsis
Repères biographiques sur l'artiste mexicaine Frida Kahlo (1907-1954). Ses souvenirs d'enfance, ses souvenirs douloureux aussi : la poliomyélite qui, à l'âge de six ans, atrophie sa jambe droite, son terrible accident d'autobus en 1925, ses fausses couches, les interventions chirurgicales incessantes. La peinture devient le combat de son existence. Elle rencontre le muraliste Diego Rivera qu'elle admire et qu'elle épouse en 1929 : une relation complexe et tumultueuse. Son adhésion aux idées communistes Sa vision du peuple mexicain et de son folklore. Ses références à la culture amérindienne. Sa relation avec le révolutionnaire russe, pourchassé par Staline, Léon Trotski, accueilli avec son épouse, en 1937, dans sa maison familiale, la Casa Azul. Son œuvre picturale reflétant, tout à la fois, son exubérance et son désespoir. Voici le premier passage d'un texte qui, à la façon d'un prologue-résumé du sujet, apparaît dans le film : « De son lit de moribonde, Frida Kahlo, la grande artiste-peintre, reconstruit, en suivant les palpitations authentiques de sa mémoire, c'est-à-dire, de manière décousue et fragmentée, uniquement à travers les images, sa vie et son œuvre incontournable de l'époque du muralisme mexicain. »

## Fiche technique
- Titre du film : Frida, nature vivante
- Titre original : Frida, naturaleza viva
- Réalisation : Paul Leduc
- Scénario : José Joaquín Blanco, P. Leduc
- Photographie : Ángel Goded
- Format : Couleur
- Musique : Camille Saint-Saëns
- Son : Ernesto Cato Estrada, Penelope Simpson
- Montage : Rafael Castanedo
- Décors : Alejandro Lama
- Costumes : Luz Maria Rodríguez, Xóchil Vivó
- Production : CLASA Films Mundiales (Manuel Barbachano Ponce)
- Pays d'origine :  Mexique
- Langue originale : Espagnol
- Durée : 108 minutes
- Date de sortie : 13 mars 1986 à Mexico

## Distribution
- Ofelia Medina : Frida Kahlo
- Juan José Gurrola : Diego Rivera
- Max Kerlow : Léon Trotski
- Salvador Sánchez : David Alfaro Siqueiros
- Claudio Brook : Guillermo (Wilhelm) Kahlo, le père de Frida
- Cecilia Toussaint : la sœur de Frida, Cristina
- Valentina Leduc Navarro : Frida, jeune
- Margarita Sanz : une amie

## Récompenses et distinctions
- Ariels d'argent du Meilleur scénario et de la Meilleure réalisation en 1985
- Ariel d'or 1985
- Grand Coral du Festival du film de La Havane 1985
- Golden Precolumbian Circle du Meilleur film au Festival du film de Bogota 1986
- Prix ACE 1986
- Prix Spécial du jury Festival International du film d'Istanbul 1987

## Commentaire
« Frida Kahlo aurait dû mourir trente ans plus tôt dans un horrible accident d'autobus, mais son corps transpercé, anéanti, résista assez longtemps pour fonder une légende et une collection d'œuvres qui refit surface trente ans après sa mort (en 1954) », écrit Gerry Souter. Ce mouvement de reconnaissance du talent de Frida Kahlo se matérialisa, notamment, au cinéma, avec le film de Paul Leduc, Frida, naturaleza viva, produit en 1983, et dont la réalisation évite les conventions du genre, celles relevant du film biographique.
En effet, le réalisateur « entre dans l'intimité de l'artiste mexicaine et structure un puzzle qui montre le monde compliqué de Frida. Sans ordre chronologique, avec des images d'une grande beauté, l'existence de l'artiste apparaît dans des tableaux empreints d'une atmosphère suggestive. »
Les tableaux de Frida Kahlo « constituaient un cri de douleur, nous dévoilant sa façon de dévorer la vie, d'aimer, de haïr et de percevoir la beauté. » L'artiste mexicaine ne déclarait-elle pas peindre sa propre réalité ? Ainsi, en 1929, l'année de son union avec Diego Rivera, alors qu'elle semble avoir pratiquement interrompu son activité picturale, elle peint une huile sur toile, L'Autobus, qui, dès ce moment-là, apparaît comme une étape dans sa prise de distance par rapport à la cause de son bouleversement physique.
Le titre du film, référence à une de ses œuvres tardives — Frida, nature vivante —, rend compte d'une réalité paradoxale : la souffrance de l'artiste exposée en un stoïcisme souverain et grâce à une énergie vitale et créatrice surhumaine. Son ultime tableau ne s'intitule-t-il pas Viva la vida (Vive la vie), paroles inscrites sur la pulpe d'une pastèque ? « La seule chose que je sais est que je peins car c'est une nécessité pour moi et je peins tout ce qui me passe par la tête sans censure », déclarait Frida Kahlo.
Certes, Frida Kahlo « fut un personnage complexe et Paul Leduc ne prétend pas percer ses mystères, il ne fait que les insinuer », estime Aurora Chiaramonte. Cependant, il « parvient, grâce à ses images (une photographie lumineuse et des décors aux couleurs vives), à transmettre le courage avec lequel Frida affronta son drame et la couleur qu'elle sut imprimer à son existence. »